# Starbreeze Studios
Starbreeze Studios ist ein Spieleentwickler mit Sitz in Uppsala, Schweden. Das Unternehmen entwickelt und veröffentlicht Videospiele für PC und Spielkonsolen.

## Geschichte
Starbreeze Studios wurde 1998 in Nordschweden gegründet, fusionierte 2000 mit O3 Games und zog nach Südschweden. Das Unternehmen übernahm hauptsächlich Auftragsarbeiten für Spielepublisher, vor allem Ego-Shooter. Am 25. Februar 2011 übernahm Mikael Nermark die Geschäftsführung von Johann Kristiansson. Im Februar 2012 veröffentlichte das Unternehmen in Zusammenarbeit mit Electronic Arts seine bis dahin größte Produktion, einen Shooter zu Bullfrog Productions’ dystopischer SciFi-Reihe Syndicate. Zu diesem Zeitpunkt beschäftigt die Firma etwa 93 Mitarbeiter, musste jedoch nach Abschluss von Syndicate rund 25 Mitarbeiter entlassen. Das Spiel erwies sich sowohl finanziell als auch bei den Kritikern als Fehlschlag, laut Schätzungen wurden bis Juni 2012 gerade einmal 150.000 Kopien abgesetzt.
Seit seiner Gründung 1998 verzeichnete das Unternehmen ausschließlich Verluste, zudem wurde es für unabhängige Entwickler immer schwieriger große Projektaufträge für sogenannte AAA-Titel zu erlangen. Unter Nermark begann das Unternehmen daher nach neuen Umsatzmöglichkeiten zu suchen, unter anderem mit dem Ziel, künftig zusätzlich auch kleinere Produktionen zu veröffentlichen und eigene Marken zu etablieren. Anders als der deutsche Konkurrent Crytek schloss Nermark die Verlagerung auf Spiele im Bereich Free-to-play aus. Im April 2012 übernahm Starbreeze das schwedische Entwicklerstudio Overkill Software, das im Jahr zuvor mit dem Koop-Shooter Payday: The Heist einen Achtungserfolg landen konnte. Im März kam es zu einem Positionswechsel in der Geschäftsführung. Mikael Nermark trat zum 1. März 2013 zugunsten seines Deputy CEO und vorherigen Overkill-Geschäftsführers Bo Andersson Klint zurück und übernahm dessen Posten als Verantwortlicher für das Business Development.
Die Fortsetzung Payday 2 wurde in Kooperation zwischen Overkill und Starbreeze entwickelt und kam 2013 auf den Markt. Wegen guter Vorverkaufszahlen hatte sich das Spiel bereits vor der eigentlichen Veröffentlichung amortisiert. Die guten Verkaufserlöse von Payday 2, Payday: The Heist und Brothers: A Tale of Two Sons trugen dazu bei, dass Starbreeze für das zweite Geschäftshalbjahr 2013 erstmals einen Gewinn vor Steuern von 103,7 Millionen schwedischen Kronen (etwa 11,65 Millionen Euro) verzeichnen konnte, nachdem man in den 15 Jahren zuvor noch insgesamt 94 Millionen schwedische Kronen (10,5 Millionen Euro) Verlust erwirtschaftet hatte.
Am 13. August 2014 kündigten Starbreeze und Overkill die Arbeit an einem Koop-Shooter im „The Walking Dead“-Universum.
Das Spiel, Overkill's The Walking Dead, soll sich ähnlich wie Payday 2 spielen, doch soll es deutlich größer ausfallen. Das Projekt entsteht in Zusammenarbeit mit Skybound Entertainment, als Publisher, und Robert Kirkman als Co-Director und Co-Producer.
Auf der E3 2015 gab es erstmal Material für eine VR-Umsetzung zu sehen, diese soll aber ein eigenes Spiel werden. Des Weiteren gab es Infos, dass sich die neuste Produktion, der "Payday 2"- und Brothers-Entwickler, hauptsächlich an Erwachsene richten solle und wohl einige verstörende Inhalte zu bieten haben werde.
Im Juli 2015 erschien der Koop-Shooter Payday 2 als „CrimeWave-Edition“ für Xbox One und PS4. Die Neuauflage bietet alle Erweiterungen, die bis dato erschienen. Entwickelt wurde die Neuauflage von Starbreeze und Overkill. Als Publisher fungierte erneut 505 Games.
Anfang 2016 ging Starbreeze eine Partnerschaft mit dem koreanischen Unternehmen SmileGate ein. Im Rahmen des Deals investiert SmileGate etwa 40 Millionen US-Dollar in das Unternehmen. Im Gegenzug wird Starbreeze einen Ego-Shooter basierend auf SmileGates' Spiel Crossfire entwickeln und Overkills The Walking Dead und Payday 2 in Asien über SmileGate vertreiben. Im Dezember erwarb Starbreeze außerdem 90,5 % der Anteile am indischen Entwickler Dhruva Interactive, für 7 Millionen Dollar in Bar und 1,5 Millionen in Aktien.
2018 musste Starbreeze wegen ausbleibender Erfolge Sanierungsgelder beantragen, womit nach schwedischem Recht eine Insolvenz zunächst vermieden werden kann. Geschäftsführer Bo Andersson Klint gab seinen Posten an seinen Vorgänger Mikael Nermark ab. Wenige Tage später wurden die Büros des Publishers von schwedischen Wirtschaftsfahndern des staatlichen Amts für Wirtschaftskriminalität wegen des Verdachts (EBM) auf Insiderhandel durchsucht.

## Divisionen
- Starbreeze Studios in Stockholm, Schweden
- Overkill Software in Stockholm, Schweden (im April 2012 übernommen)
- Dhruva Interactive (im Dezember 2016 im Wesentlichen übernommen)

## Veröffentlichungen
- 2000: The Outforce (Windows)
- 2002: Enclave (Xbox, Windows)
- 2004: Knights of the Temple: Infernal Crusade (Xbox, PS2, GameCube, Windows) (Nur in Europa veröffentlicht)
- 2004: The Chronicles of Riddick: Escape from Butcher Bay (Xbox, Windows)
- 2007: The Darkness (Xbox 360, PS3)
- 2009: The Chronicles of Riddick: Assault on Dark Athena (Xbox 360, PS3, Mac, Windows)
- 2012: Syndicate (Windows, Xbox 360, PS3)
- 2013: Brothers: A Tale of Two Sons (Windows, Xbox 360, PS3)
- 2013: Payday 2 (Windows, Xbox 360, PS3)
- 2015: Payday 2: CrimeWave-Edition (Xbox One, PS4) in Zusammenarbeit mit Overkill Software
- 2016: Dead by Daylight
- 2018: Overkill's The Walking Dead (Windows, Xbox One, PS4) in Zusammenarbeit mit Overkill Software
- 2023: Payday 3